# Lucio Bukowski
Pour les articles homonymes, voir Bukowski (homonymie).
Lucio Bukowski, de son vrai nom Ludovic Villard, né en 1983 à Lyon, en Rhône-Alpes, est un auteur, rappeur, beatmaker, compositeur, poète et éditeur français. Il tire son pseudonyme de l'écrivain Charles Bukowski. Il est également membre du collectif L'Animalerie.

## Biographie
Lucio Bukowski a grandi à Saint-Priest. Depuis le début des années 2010, il écrit et interprète un rap aux influences littéraires telles que Dylan Thomas, Charles Bukowski, Dostoïevski ou encore Louis Calaferte, autour d'un sentiment de spleen omniprésent dans ses textes.
« Le Lyonnais est de ceux qui pratiquent le rap pour sa puissance poétique, ne visent ni un hypothétique succès commercial, ni les colonnes littéraires, préférant approcher des émotions indicibles, des dilemmes bien réels et ses angoisses intimes qui n’ont pas le sens des affaires. »
Lucio Bukowski montre au travers de nombreux textes ses affiliations idéologiques à l'anarchisme (il cite Bakounine, Orwell et Kropotkine à plusieurs reprises pour illustrer son attachement).

## Discographie

### Albums studio & EPs
- 2010 : Ébauche d'un autoportrait raté - avec Oster Lapwass
- 2011 : Lucio Milkowski vol.I - avec Milka
- 2011 : Lucio Milkowski vol.II - avec Milka
- 2012 : Le chant du pendu - avec Tcheep
- 2012 : Le feu sacré des grands brûlés - avec Oster Lapwass
- 2012 : Sans signature - avec Oster Lapwass
- 2013 : La noblesse de l'échec - avec Mani Deïz
- 2013 : Lucio Milkowski Trois - avec Milka
- 2013 : De la survie des fauves en terre moderne - avec Tcheep
- 2013 : L'Homme Vivant - avec Haymaker
- 2014 : Golgotha - avec Haymaker et Louise Kabuki
- 2014 : ... - avec Mani Deïz
- 2014 : Tchouen (La difficulté initiale) - avec Ludo
- 2014 : L'art raffiné de l'ecchymose - avec Nestor Kéa
- 2015 : L'Homme Alité - avec Oster Lapwass et Baptiste Chambrion
- 2015 : La Plume et le Brise-Glace - avec Anton Serra et Oster Lapwass
- 2015 : Kiai Sous La Pluie Noire - avec Kyo Itachi
- 2016 : Oderunt Poetas - avec Oster Lapwass
- 2016 : Hourvari - avec Milka
- 2017 : Simorgh - avec Lionel Soulchildren
- 2017 : Requiem/Nativité - avec Oster Lapwass
- 2017 : Aucun Potentiel Commercial
- 2018 : Aucun Potentiel Commercial 2
- 2018 : Chansons - avec Mani Deïz
- 2019 : Bélugas - avec Eddy Woogy
- 2020 : Sereinement Motherfucker ! - avec Tcheep
- 2020 : Hôtel sans étoile - avec Oster Lapwass
- 2021 : ASADACHI TAPE Vol. 1 (mixtape) - avec Tcheep
- 2021 : Outrenoir - Avec Oster Lapwass
- 2022 : Matériel Boréal - avec Nestor Kéa
- 2022 : Les dieux ne jouent plus au billard électrique - Avec Oster Lapwass
- 2022 : ASADACHI TAPE Vol. 2 (mixtape) - avec Tcheep
- 2023 : ASADACHI TAPE Vol. 3 (mixtape) - avec Tcheep
- 2023 : Et le prestidigitateur ivre manqua son tour - avec Lionel Soulchildren
- 2024 : Chardons Bleus - avec Mani Deïz
- 2024 : ASADACHI TAPE Vol. 4 (mixtape) - avec Tcheep

### Compilations
- 2011 : Chansons posthumes et autres titres égarés (2005-2010)
- 2012 : Saletés poétiques (2007-2012) - avec Nestor Kéa

### Albums et EPs instrumentaux
- 2013 : Opium Hill (sous le nom de Haymaker)
- 2014 : Rhum vieux, amour & Nautilus (sous le nom de Haymaker)
- 2014 : Études & collages instrumentaux (sous le nom de Louise Kabuki)
- 2015 : Jours sans Horloges (sous le nom de Ludo)
- 2015 : Jours sans Horloges (vol. 2) (sous le nom de Ludo)
- 2015 : Ô - avec Haymaker, Nestor Kéa et Louise Kabuki sous le nom d'Entartete Quartet
- 2016  : LE MONT ANALOGUE - sous le nom Le mont analogue
- 2016 : Ātman - album sous le nom de Louise Kabuki